# 투청역 (신베이시)

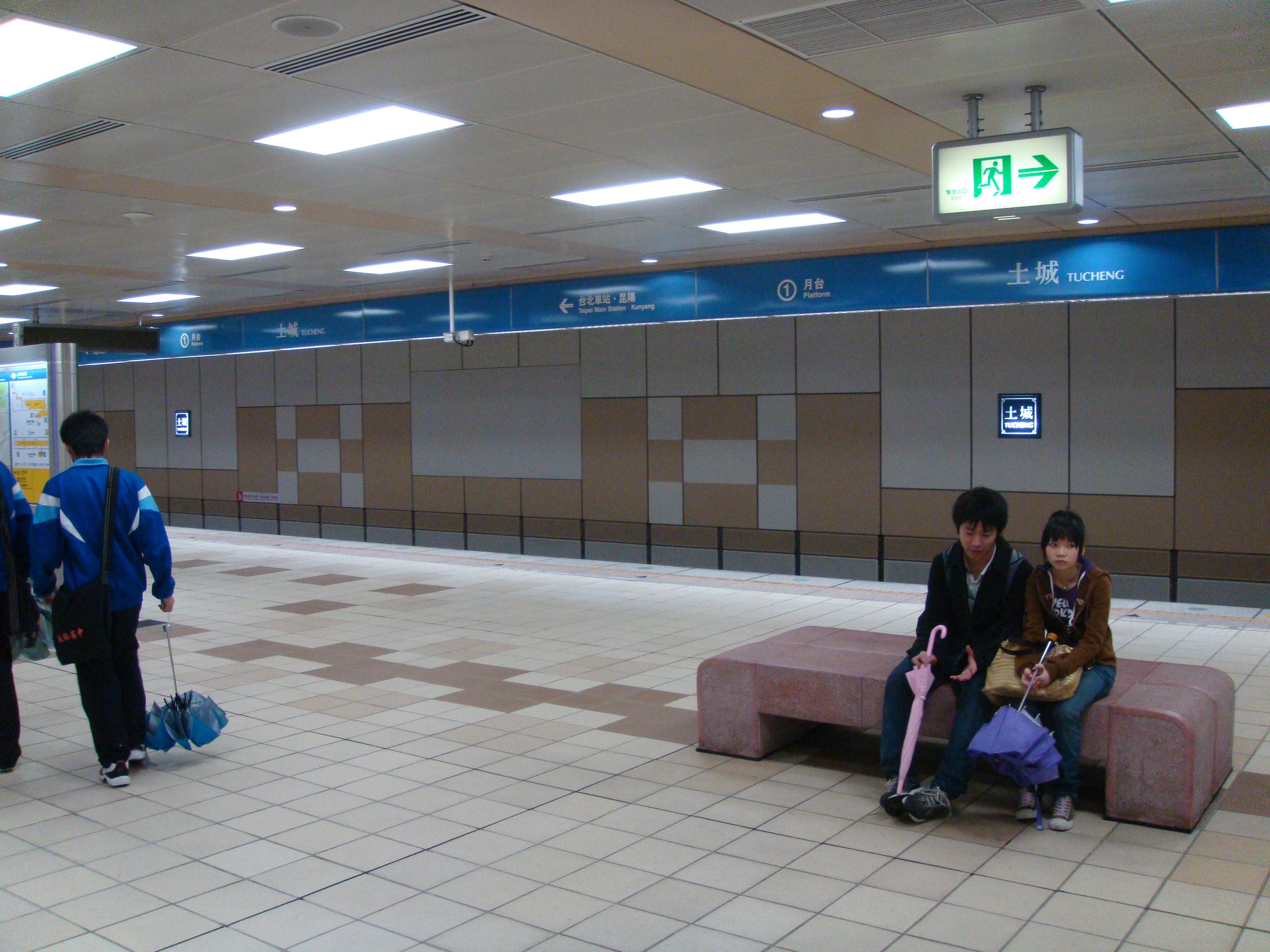
딩푸역 개통전(2014년 9월)

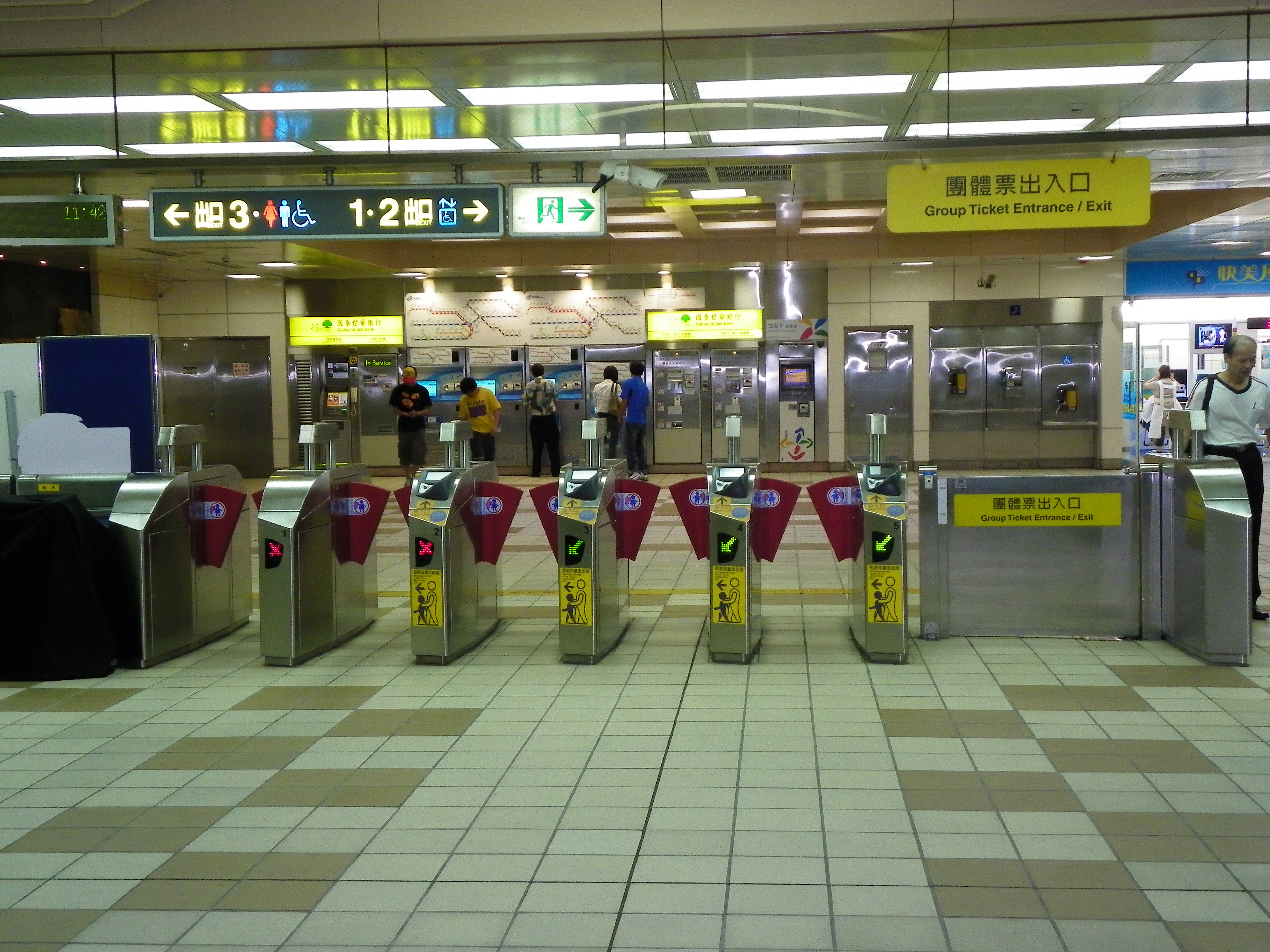
개집표기

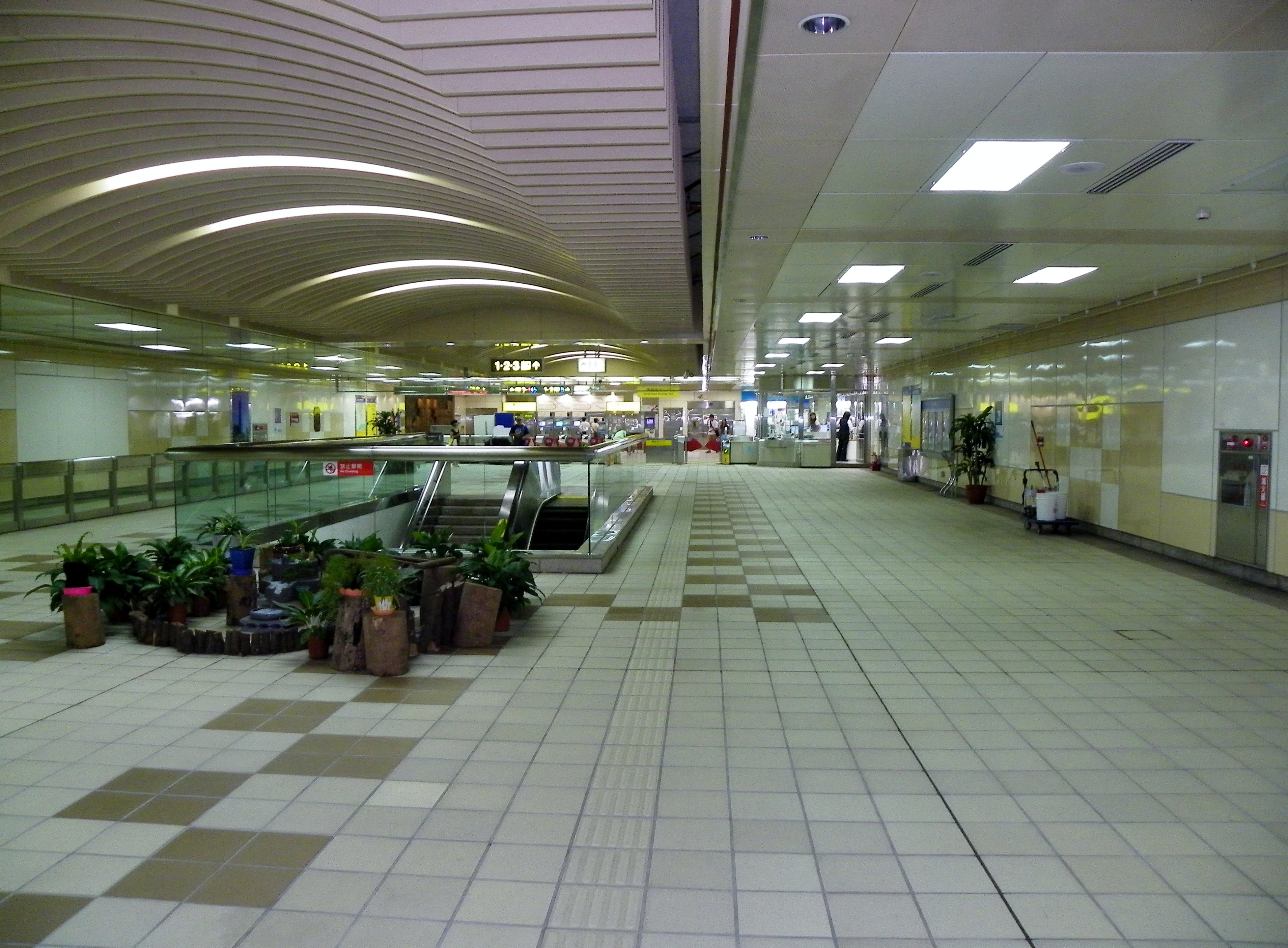
대합실

투청역(중국어: 土城站)은 타이완 신베이시 투청구에 위치한 타이베이 첩운 반난선, 완다수린선 제2기 공사(계획중)의 지하철역이다.

## 개요
역은 진청로1단(金城路一段) 지하에 있으며, 허핑로(平和路) 길목과 가깝고, 역번호는 BL03이며 임시역명은 투청 시공소(土城市公所)였다.  역 이름은 "투청"(土城)이라는 지명에서 따왔다.

## 역 구조
- 투청선: 지하 2층역, 1개 섬식 승강장, 3개 출구. 본 역에는 난간형 스크린도어가 설치되어 있다.
- █ 완다수린선 제2기 공사: 고가역 설계를 채용했다.

### 층별 구조
| 지면     | 출구                            | 출구                             |
| 지하 1층 | 대합실                          | 안내소, 자동매표기, 개집표기     |
| 지하 1층 | 대합실                          | 화장실(운임 구역 외부)           |
| 지하 2층 | 1번 승강장                      | ← 반난선 난강전람관 방면(하이산) |
| 지하 2층 | 섬식 승강장, 왼쪽 출입문이 열림 |                                  |
| 지하 2층 | 2번 승강장                      | 반난선 딩푸 방면 (BL02 융닝) →   |

### 출구
1번과 2번 출구는 역 서쪽 끝에 있고 3번 출구는 역 동쪽 끝에 있으며 무장애 엘리베이터는 1번 출구에 있다.
| 출구             | 사진 | 위치                                         |
| ---------------- | ---- | -------------------------------------------- |
| 틀:첩운출입구    |      | 진청 공원(金城公園)                          |
| 틀:첩운출입구    |      | 허핑로(和平路) (진청로1단 북측, 허핑로 동측) |
| 틀:첩운출입구    |      | 다놘로(大暖路)                               |
| 틀:첩운출입구/註 |      |                                              |

## 역사
- 2006년 5월 31일: 반차오선의 "신베이-푸중역" 구간과 투청선의 "푸중역-융닝" 구간의 정식 개통과 함께 개업.[2]:330
- 2014년 10월 22일: 오후 4시경, 투청역 1번 승강장에서 난강·타이베이역으로 향하던 약 50세 남성이 열차가 역에 진입하기 전에 선로에서 뛰어내렸다. 이때 지나가는 열차는 없었으며, 뛰어내린 남성은 경미한 머리 부상만 입었을 뿐 생명에는 지장이 없었으며, 반난선에 탑승한 수천 명의 승객에게 영향을 미쳤다. 융닝역에서 하이산역까지 약 17분간 단선 양방향으로 운행했다. 융닝역－신푸역 간에는 셔틀버스를 운행했다.
- 2018년 9월 23일: 난간식 스크린도어가 설치되면서 타이베이 첩운의 모든 역에 스크린도어가 설치되었다.

## 역 인근
- 투청구청(土城區公所)
- 신베이시 공공 자전거 대여 시스템 첩운 투청역(2번 출구)
- 신베이시정부경찰청 투청지부 및 투청파출소
- 신베이시 투청구 보건소
- 신베이시 투청구 호구행정사무소
- 신베이 시립도서관 투청분점
- 진청 공원(金城公園)
- 신베이시 투청구 투청초등학교
- 투청구 농민회
- 투청퉁화 공원(土城桐花公園)
- 광승암사(廣承岩寺)
- 오곡선제(五穀先帝廟)
- 신베이 시립 투청 병원 (창겅 의료재단에 위탁하여 건설 및 운영)
- 잔룽산 문화유산공원
- ASE WeMall

## 인접역
| 타이베이 첩운 반난선        | 타이베이 첩운 반난선        | 타이베이 첩운 반난선 |
| --------------------------- | --------------------------- | -------------------- |
| BL04 하이산 난강전람관 방면 | 타이베이 첩운 반난선 투청선 | 융닝 BL02 딩푸 방면  |

## 주해

### 인용문
1. ↑  “臺北捷運車站站名增加編號作業 已完成初步設計 近期報請市府核定 預計明年8月前全面更新” (보도 자료) (중국어 (대만)). 台北捷運. 2016년 4월 11일. 2016년 4월 11일에 원본 문서에서 보존된 문서. 2016년 4월 11일에 확인함.
2. ↑  徐榮崇 (2015년 12월). 《續修臺北市志　卷五 交通志 捷運篇》. 臺北市文獻委員會. ISBN 9789860469875. 2020년 12월 7일에 원본 문서에서 보존된 문서. 2020년 1월 4일에 확인함.